# Gallirallus
Gallirallus es un género de aves gruiformes perteneciente a la familia Rallidae nativas de Oceanía.

## Especies vivas y extintas recientemente
Se conocen 15 especies de Gallirallus, cuatro de ellas extintas en época histórica:
- Gallirallus australis - rascón weka;
- Gallirallus calayanensis - rascón de Calayan;
- Gallirallus dieffenbachii † - rascón de Dieffenbach;
- Gallirallus insignis - rascón de Nueva Bretaña;
- Gallirallus lafresnayanus - rascón de Nueva Caledonia;
- Gallirallus ridgwayi  - rascón de Nauru
- Gallirallus modestus † - rascón de las Chatham;
- Gallirallus okinawae - rascón de Okinawa;
- Gallirallus owstoni - rascón de Guam;
- Gallirallus pacificus † - rascón del Pacífico;
- Gallirallus philippensis - rascón filipino;
- Gallirallus rovianae - rascón de Roviana;
- Gallirallus striatus - rascón rufigrís;
- Gallirallus sylvestris - rascón de la Lord Howe;
- Gallirallus torquatus - rascón acollarado;
- Gallirallus wakensis † - rascón de la Wake.

## Especies extintas antes de 1500

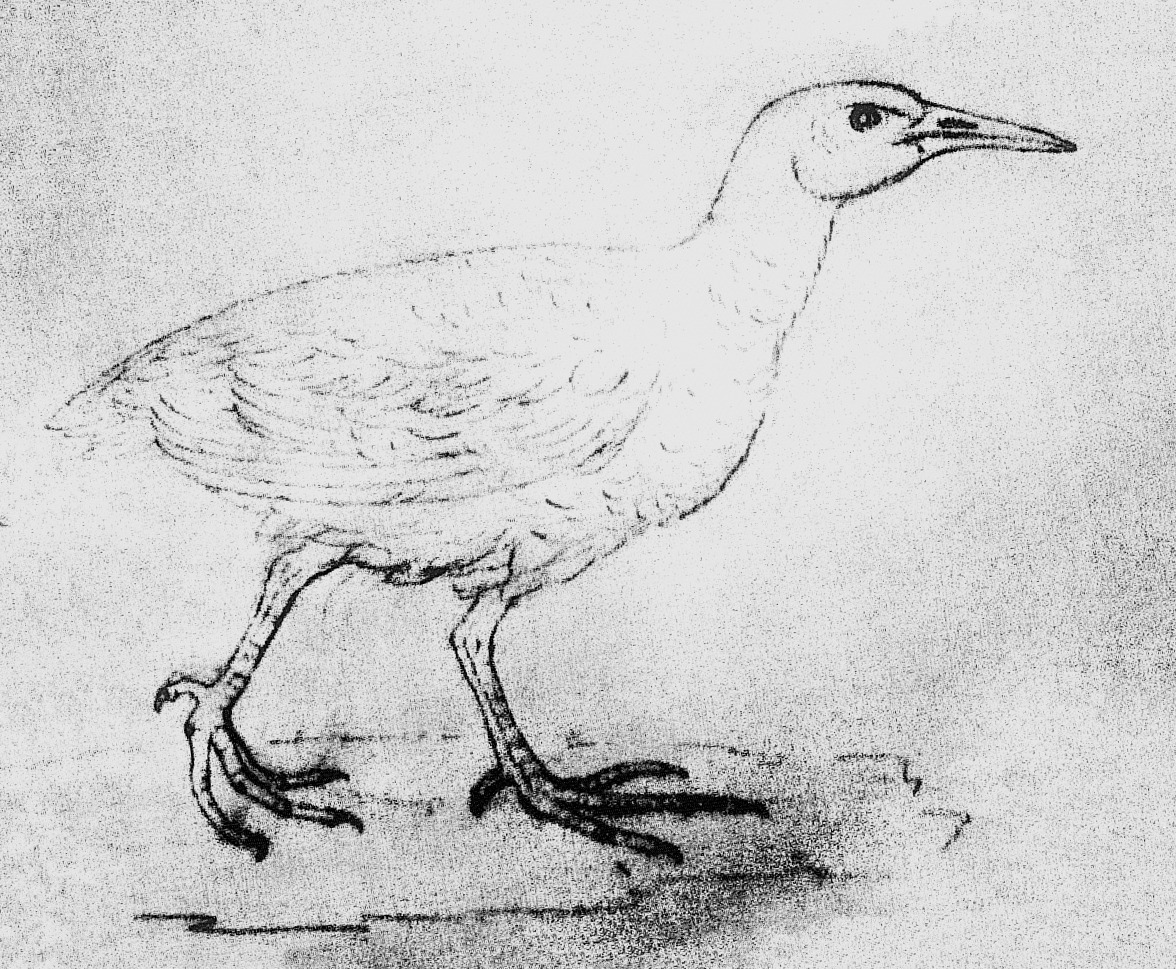
Ilustración de una especie extinta sin identificar (posible pariente de G. vekamatolu) de Vava'u, 1739

- Gallirallus epulare - rascón de Nuku Hiva;[3]
- Gallirallus Pitcairnensis - rascón de Pitcairn
- Gallirallus ernstmayri - rascón de Nueva Irlanda;
- Gallirallus gracilitibia - rascón de Ua Huka;[3]
- Gallirallus huiatua - rascón de Niue; [4][5]
- Gallirallus pendiculentus - rascón de Tinián;
- Gallirallus pisonii - rascón de Aguiján;
- Gallirallus ripleyi - rascón de Mangaia;[6]
- Gallirallus roletti - rascón de Tahuata;[3]
- Gallirallus steadmani - rascón de Tubuai;[7]
- Gallirallus storrsolsoni - rascón de Huahine;
- Gallirallus temptatus - rascón de Rota;
- Gallirallus vekamatolu - rascón de ‘Eua.